# NGC 6196
NGC 6196 est une très vaste galaxie lenticulaire relativement éloignée et située dans la constellation d'Hercule. Sa vitesse par rapport au fond diffus cosmologique est de 9 417 ± 3 km/s, ce qui correspond à une distance de Hubble de 138,9 ± 9,7 Mpc (∼453 millions d'al). NGC 6196 a été découverte par l'astronome allemand Albert Marth en 1864. Cette galaxie a aussi été observée par l'astronome français Guillaume Bigourdan le 28 août 1886 et elle a été inscrite à l'Index Catalogue sous la désignation IC 4615.
À ce jour, deux mesures non basées sur le décalage vers le rouge (redshift) donnent une distance de 142,100 ± 70,100 Mpc (∼463 millions d'al), ce qui est à l'intérieur des valeurs de la distance de Hubble. Un bel exemple d'échantillon incohérent avec une mesure égale à 70.569 Mpc et l'autre à 192 Mpc.